# 古罗马
古羅馬或羅馬文明，是指從公元前8世紀初在意大利半島中部興起的文明，罗马共和国与罗马帝国（前期）的正式名称为“元老院与罗马人民”（拉丁語：Senātus Populus que Rōmānus），缩写为SPQR。傳說在公元前754年－753年，羅穆盧斯在台伯河畔建羅馬城，開創了王政時代。
公元前509年或前510年，古羅馬王政時代（羅馬王國）在最後一任王“傲慢者”塔克文治下因自己獨裁統治及其兒子塞克斯圖斯強暴琉克蕾西婭激起人民將其家族永遠放逐后結束，選舉兩名執政官，建立起由羅馬貴族掌權的羅馬共和國。百人隊會議從貴族中選出兩名執政官行使最高行政權力，為期1年；管理國家的主要機構為元老院、高級長官及公民大會，而掌握國家實權的則是元老院。隨著貴族與平民之間對立的加深，公元前454年，羅馬元老院被迫承認人民大會制定法典的決議，貴族承認了平民所選的「保民官」，負責保護平民的權力不受貴族侵犯。前451年，頒佈了十二銅表法，解除了平民不受法律保護的局面，在各方面限制騎士階級和元老院的司法專橫，保障平民的生命財產，這也標誌著羅馬法的誕生。
自公元前5世紀初開始，先後戰勝拉丁同盟中的一些城市和伊特拉斯坎人等近鄰，又征服了意大利半島南部的土著和希臘人的城邦，成為地中海西部的大國。羅馬又發動了3次布匿克戰爭，在前146年征服了迦太基並使之成為羅馬的一個行省。前215年－前168年發動3次馬其頓戰爭，征服大部分伊利里亚、馬其頓並控制了整個希臘。又通過羅馬-敘利亞戰爭和外交手段，控制了西亞的部分地區。於1世紀前後擴張成為橫跨歐洲、亞洲、非洲，稱霸地中海擁有龐大領土的羅馬帝國，其思想、制度與建築風格成為歐洲文明的搖籃。

## 歷史

### 上古时期

罗马的扩张

根据传说，当特洛伊城在前1193年遭到希腊人攻克的时候，阿芙洛狄忒女神的儿子埃涅阿斯及其追随者沿着小亚细亚和黎凡特的地中海沿岸逃出来，并沿北非西行穿过迦太基，后渡海经过西西里岛，并沿着亚平宁半岛北上来到台伯河河畔的罗马。

公元前800年至公元前500年时亚平宁半岛上各民族的分布。

根据现代考古学家的研究，亚平宁半岛在旧石器时代就有人类居住。到了新石器时代，利古里亚人从非洲经过渡过直布罗陀海峡进入伊比利亚半岛，法兰西人来到亚平宁半岛。公元前2000年左右的青铜时代，一些讲印欧语的雅利安人部落跨越过喀尔巴阡山，跨过潘诺尼亚平原、多瑙河，并且再越过阿尔卑斯山进入亚平宁半岛，其中一支拉丁人进入拉提乌姆平原，约于前800年移至后来罗马城所在地，居于帕拉提乌姆等山丘。与此同时或稍后，萨宾人〔居于邻近山丘〕。其后伊特拉斯坎人也来到这里。

公元前400年时亚平宁半岛上各民族的分布，和公元前800年至公元前500年时亚平宁半岛相比，亚平宁半岛上的部分民族已经被罗马人征服与同化。

前8世纪至前6世纪，古希腊人向亚平宁半岛南部移民，并建立城邦。公元前7世纪，以帕拉提乌姆为中心开始部落联合过程，由单一的拉丁人部落联合包括萨宾人和伊特拉斯坎人等3个部落组成罗马人公社。前7世纪末至前6世纪末，罗马人公社处于伊特拉斯坎人的统治之下。此时，完成了由氏族部落公社到城邦的过渡。前4世纪末，高卢人从阿尔卑斯山以北进入波河平原。这些部族经过长期融合同化，形成了亚平宁半岛人的祖先。

### 罗马王政时代
传说公元前754年－753年，罗穆卢斯在台伯河畔建罗马城，开创了王政时代。先后有7个王，氏族部落组织尚完整存在，统治阶层包括王、元老院、库里亚会议（罗马称胞族为库里亚，每10个氏族组成一个胞族，后为百人队会议取代）。后来又出现贵族与平民之分。
第一王罗穆卢斯建立罗马城。前四王是罗马人公社的军事首领，后三王是伊特拉斯坎人塔克文王朝的君主。前6世纪后半叶塞尔维乌斯·图利乌斯的改革，标志着罗马国家的产生。
王政时代最后一位王高傲者塔克文暴虐无道，被愤怒的罗马人赶走，公元前509年或前510年王政时代结束，选举两名执政官，建立起由罗马贵族掌权的罗马共和国。

### 罗马共和国
公元前5世纪至前3世纪初，平民与贵族的斗争告一段落，意大利半岛基本被羅馬统一。百人队会议从贵族中选出两名执政官行使最高行政权力，为期1年；管理国家的主要机构为元老院、高级长官及公民大会，而掌握国家实权的则是元老院。随着贵族与平民之间对立的加深，贵族承认了平民所选的“保民官”，负责保护平民的权力不受贵族侵犯。约前450年，颁布了十二铜表法，明定了平民与贵族不能通婚的限制，这也标志着罗马法的诞生。前326年，取消了债务奴隶制。
罗马刚建国时，还是一个小国家。自公元前5世纪初开始，先后战胜拉丁同盟中的一些城市和伊特拉斯坎人等近邻，又征服了亚平宁半岛南部的原住民和希腊人的城邦，完成意大利的統一，成为地中海西部的大国。罗马又发动了3次布匿战争，在前146年征服了迦太基并使之成为罗马的一个行省。前215年－前168年发动3次马其顿战争，征服伊比利亚半岛、马其顿王国并控制了整个古希腊，又通过羅馬-敘利亞戰爭和外交手段，占领了西亚的小亚细亚半岛和黎凡特地区，建成一个横跨欧洲、亚洲、非洲，把地中海变成内海的大国。
这一时期國力发展迅速，但是也激化了社会矛盾。由于對外戰爭關係，大量廉價戰俘成為奴隸進入元老議員和上流階級的莊園，取代了替人耕作的農民催生了大庄园制的形成，同時期西西里島的廉價農作物流入羅馬市場，更嚴重打擊中小型農民唯一生計。元老院議員更趁機吞併中小型土地，逼使大量農民破產沦为游民，使罗马社会矛盾激化。前130年代～前30年代，史称内战时代，先后爆发了西西里奴隶起义和斯巴达克起义，形成了破产农民与大地主的斗争，无权者与当权者的斗争，骑士派与元老派的斗争，交织进行。如在前133年至前123年期間发生了格拉古兄弟改革。
前107年，在民主派支持下，马略当选为执政官并开始实行军事改革。他推行募兵制，使大批无業或無地公民投身军队。成為之後各軍閥的私兵。
前90年，为了争取罗马公民权，拉丁人起义，史称同盟者戰爭。
前82年，贵族派支持的苏拉率军占领罗马。次年，迫使公民大会选举他为终身独裁官，开创了罗马历史上军事独裁的先例。前60年，克拉苏、凯撒、庞培秘密结盟，共同控制罗马政局，史称前三头同盟。前48年，尤利乌斯·凯撒先后打败另外两人，被宣布为终身独裁官，集军政大权于一身。他厉行改革，但因独裁统治而招致政敌仇视，于前44年3月15日遭贵族派阴谋分子刺杀。凯撒死后，罗马内战又起。前43年，安东尼、雷必达、屋大维公开结盟，获得统治国家5年的合法权力 ，史称后三头同盟。
随后屋大维将另外两人打败，于前27年元老院授予屋大维“奥古斯都”的尊号，建立元首制。共和国宣告灭亡，罗马进入帝国时代。

### 古典罗马帝国
奥古斯都创建的政治制度，史称元首制，其实就是共和名义的帝制。他在位期间，实行了一系列积极的改革，促进了经济和社会的发展。并且对外扩张，使帝国北疆达到莱茵河与多瑙河一带。
奥古斯都死后，其养子提比略继位，从此开创了皇位继承制。从前27年开始到192年这一时期被称为前期帝国时期，包括3个王朝：克劳狄王朝、弗拉维王朝和安东尼王朝。这一时期社会相对稳定，史稱羅馬和平。安东尼王朝皇帝图拉真（98年－117年）在位时，帝国疆域达到最大：西起西班牙、不列颠，东到幼发拉底河上游、南自非洲北部，北达莱茵河与多瑙河一带，地中海成为帝国的内海。经济空前繁荣。公元1世纪中叶基督教兴起，公元2世纪、3世纪迅速传播。
192年，安东尼王朝最后一位皇帝康茂德被短劍刺身亡後，罗马出现了近百年的混乱时期。史学家将193年塞维鲁王朝建立，到235年这段时期称为后期帝国时期。始于安东尼王朝后期的社会、经济和军事危机，在公元3世纪达到空前规模，以致一些史家又劃出一个三世纪危机时期（193年－284年）。这一时期，战争频仍，皇帝更迭频繁，奴隶和隶农的起义遍及各地，3世纪60年代在高卢开始的巴高达运动，对统治阶层的统治造成很大的威胁。
284年，近卫军长官戴克里先由军队拥立做皇帝，取得帝国政权，改元首制为多米那特制（即絕對君主制），正式采用东方君主的统治形式和礼仪。并实行了许多改革，史称戴克里先改革。其后继者君士坦丁一世废除四帝共治制，于324年成为唯一君主，皇权得到加强。330年建在原拜占庭建城君士坦丁堡。313年，颁布米兰敕令，承认基督教的合法地位。他死后，战争又起，予罗马帝国以打击。395年狄奥多西一世死后，统一的帝国分裂为东罗马帝国和西罗马帝国两部分。
在西罗马帝国，经济不断出现危机，人口减少，田地荒芜，城乡萧条，统治亦日益减弱。410年8月24日，西哥特人亚拉里克一世攻陷了罗马城。452年，匈人国王阿提拉进兵亚平宁半岛。455年6月2日，汪达尔人攻陷罗马城，并造成毁灭性破坏。先后建立起西哥特王国、汪达尔-阿兰王国、勃艮第王国和东哥特王国等蛮族国家。476年9月，西哥特人人军队长官奥多亚克废黜最后一位君主罗慕路斯·奥古斯都，西罗马帝国宣告结束。

### 中世纪罗马帝国
与在长期内乱和蛮族内迁中步入死亡的西罗马帝国不同，东罗马帝国倚靠东方稳固的农业经济体系，仍然保持相当的活力，到了6世纪时，国力重新达到了高峰，在查士丁尼大帝的统治下几乎重奪古罗马全土。然而盛极始衰，此后古老的经济政治军事制度再次遭受到南下的斯拉夫人和西进的波斯人及阿拉伯穆斯林的挑战，经历7世纪的阵痛后，以丧失了北非近东的大量领土为代价，东罗马帝国完成了经济军事的封建化，政治制度的君主专制化和文化的希腊化以及东正教化，重新绽放活力，并在11世纪初期进入经济文化上的全盛时期。然而11世纪末叶面对来自塞尔柱突厥人的入侵，中兴之主亚历克赛一世请求天主教诸国的军事援助的举动，却为往后罗马灭亡埋下了伏笔。
十字军东征对东罗马帝国的破坏是深重的，长期的战争和外敵的掠夺摧毁了原本稳固的农业经济，西方封建骑士的圈地则瓦解了原本的中央集权官僚制度，而更致命的是首都君士坦丁堡在1204年4月13日由威尼斯共和国的总督恩里科·丹多洛率领下的第四次十字军东征中被攻陷和血洗，直到1261年才收复，但光复首都的帝国仍然自此一蹶不振，沦为东地中海一个无关紧要的小国，苟延残喘至1453年5月29日，才终为奥斯曼帝国穆罕默德二世所吞灭。其宗室的另两支摩里亚专制国在1460年和特拉比松帝国在1461年8月15日被奥斯曼帝国占领，东罗马帝国和其遗存政权彻底灭亡。

## 政治制度
古羅馬文化對後世貢獻最大的，是法律、公共建設、語言與宗教信仰。羅馬由一個小城邦發展成為一個大帝國，政治制度上歷經王政、共和、獨裁和帝制等，成為歷代政治家和學者效法與研究之對象。

### 教育
古羅馬教育史可以簡化為兩個時代，其一就是以羅馬固有教育為主的上古時代，其二就是以希臘教育為主的古典時代。古羅馬上古時代的教育，是在羅馬固有社會組織和固有思想下，以羅馬傳統英武殺伐精神為教育精神，單純就是羅馬人的教育。古羅馬古典時代的教育，前146年，羅馬征服希臘後，大批希臘學者來到羅馬辦學，羅馬社會吹起一股希臘風，將希臘文化視為一種時尚，儘管受到保守分子的打壓與反對，但是仍有許多富家子弟紛紛負笈希臘，到雅典等城市專攻希臘哲學和修辭學。

### 法律
古罗马法律尤以具有高度彈性為其特點，可分為三大系統：一、以十二銅表法為基礎，發展而成的民法。二、與各民族風俗習慣有關的萬民法。三、哲學家、法學家等對法律的研究形成的自然法。其中以自然法最為重要，認為任何法律不得違背理性和自然法則，如人人平等，享有政府不可侵犯的基本權利等等。自然法雖非法律條文，卻對法律具有無形的約束作用，對後世影響很大。西元六世紀時，查士丁尼大帝曾將這些法律加以整理，編纂成查士丁尼法典，奠定歐美大陸法系的基础。

## 軍事
軍團是古羅馬軍隊的基本作戰單位。軍團的數目以及軍團中的人數在不同歷史時期有所不同。

### 王政時期
王政初期，羅馬按氏族部落召集武裝力量。王政後期，塞爾維烏斯·圖利烏斯實行改革，根據財產多寡將公民劃分為5個等級，規定各級中17至60歲的公民皆有服兵役的義務，從而建立了公民兵制。「王」負責徵集和統率軍隊。公民兵出征須自備武裝和給養，戰後即解甲歸田。這時的軍隊有重裝步兵、輕裝步兵、箭手和投石手，此外還有少數騎兵。當時的作戰隊形是排成密集方陣，重裝步兵在戰鬥中起決定作用。

### 共和時期
共和時期，由於戰爭的頻繁和擴大，羅馬的軍事制度發生變化羅馬軍事家卡密魯斯（Camillus）實行改革，從最初在軍隊中發放军饷，並由國家供給武器和給養，到後來的逐漸改進軍事組織、戰鬥隊形和武器裝備。在布匿戰爭中，又進行多方面改進，終於建立起一套較為完備的軍事制度。每個軍團通常由4500人組成，包括3000名重裝步兵、1200名輕裝步兵和300名騎兵。重裝步兵為軍團的主力，配備投槍、短劍、大盾、金屬頭盔、胸鎧和脛甲。每個軍團分為30個中隊，每個中隊分為兩個百人隊。羅馬軍團主要由三個戰列組成。第一列是青年兵，也稱為「槍兵」，武器一律是長槍。第二列是壯年兵，又稱「主力兵」是軍團的核心。第三列則是「後備兵」，由老兵組成。
除了上述三列重裝步兵外，每個百人隊配有20名輕裝步兵，每一軍團配有300 名騎兵，由10個30人的騎兵小隊組成。輕裝步兵和騎兵亦分為小隊，戰鬥中輕裝步兵通常配置於軍團前面，騎兵則掩護兩翼。征服義大利後，羅馬軍隊中還有臣服於羅馬的城邦或部落，即所謂同盟者提供的大量輔助部隊，配合軍團作戰。最高軍事指揮權掌握在執政官手中，軍團的指揮官是6名軍事保民官，由公民大會推舉或執政官委任。下級軍官最重要的是百人隊長，從士兵中挑選任命。
不過隨著共和制度陷入危機，前二世紀末，蓋烏斯·馬略實行軍事改革，史稱馬略改革。改革主要是將公民兵制改為募兵制，招募以前無權參軍的貧苦公民到軍中服役；並提高薪餉，延長服役期限；同時，為了加強軍隊的機動性，改變軍團的編制和作戰隊形，此後，城鄉大批無業游民加入軍隊，羅馬軍隊至此成為脫離社會生產的職業軍。軍隊參與社會，逐漸成為軍閥爭奪權利和實現獨裁統治的工具。

### 帝國時期
西元前27年，奧古斯都又對羅馬軍事制度作了改革。將精銳的職業軍隊進一步合法化，形成了正式的常備軍，並配備以輔助部隊，駐紮於行省和邊防要地，建立禁衛軍專門保衛元首及元首家族。軍團士兵從羅馬公民中招募，輔助部隊則從行省和附庸國非羅馬公民中徵集，禁衛軍僅來自義大利的羅馬公民。起初這三類士兵在服役期限有很大的差異，後來由於羅馬公民權的擴展，行省居民在軍團中的比例日益增加，軍團和輔助部的差別逐漸縮小，到二世紀時，駐行省的帝國軍隊就地徵地，並修築了永久性營地，完全成為當地駐軍。
帝國時期的軍團與共和國時期相比已有較大的改變，按財產等級劃分兵種的制度已經取消，全部士兵已不再都是服義務兵役的公民，而是主要由職業的僱傭兵組成。每個軍團包括10個營，每個營包括3個連，每個連再包括2個百人隊。每個軍團的定額大約為5000人。軍團士兵分為步兵、騎兵、海軍，軍事單位有軍團、步兵隊和騎兵隊。
帝國後期（西元五世紀中葉），羅馬的軍事組織又有重大變化。以前作為羅馬軍隊編制核心的重步兵漸漸喪失其重要性，而讓位於騎兵。戴克里先執政時，把全國軍隊分為邊防部隊和內部機動部隊兩種，軍團數目多達72個，各兵種的士兵總數增加到60萬人左右。帝國晚期，軍隊中明顯的變化是日耳曼人比例越來越大。

## 文化
古羅馬文化早期在自身的傳統上受伊特魯裡亞、希臘文化的影響，吸收其精華並融合而成。西元前3世紀以後，羅馬成為地中海地區的強國，其文化亦高度發展。
西元3世紀後羅馬經濟、政治轉入危機階段，文化逐漸衰落。同時基督教迅速傳播，基督教文化開始形成。古羅馬文化對後世西方國家文化有相當影響。

### 語言
拉丁文字母成为许多民族创造文字的基础，也是整個羅馬帝國的官方語言。不過，在東部，希臘文亦為受過教育的人所使用。一般人在埃及使用古埃及語文，在中東使用閃族語系中的阿拉姆語文。在西方，高盧與不列巔地區的普通人使用塞爾特方言，萊茵河與多瑙河地區的日耳曼人講古老的日耳曼語文，迦太基一帶講腓尼基語文。
羅馬法和法學對世界各國產生了深遠的影響。以凱撒、西塞羅為代表的拉丁文散文，以維吉爾、賀拉斯、奧維德等人為代表的羅馬詩歌，是世界各國學者研討的物件。在羅馬帝國產生和發展起來的基督教，給整個人類特別是歐洲文化的發展影響深遠。

### 文學和史學
古羅馬文學為拉丁文學，其原創性不大，多摹擬古希臘文學。拉丁文學的全盛時期約為前80年至西元17年左右，這段時期以西元前42年為準又可分為兩期，前期以西塞羅、凱撒、卡图卢斯為代表；後期以維吉爾、贺拉斯、奧維德、李維為代表。
前期的西塞羅，以書信、演講詞著稱；凱撒征服高盧所寫的高盧戰記等一系列以第三人称描述的战记，簡潔流暢，是後人研究西歐早期歷史的重要資料；維吉爾則是後期最傑出的詩人。
史學方面，則有李維的羅馬史，記錄羅馬早期的歷史；塔西圖斯留下豐富的歷史著作，著有《编年史》、《历史》、《日耳曼尼亚志》等不朽著作，如描寫帝國早期的編年史，強調歷史的鑑誡功能。

### 哲學
古羅馬哲學深受希臘化時代斯多亞學派與伊比鳩魯學派思想影響。代表思想家為西塞羅。他認為善行產生快樂，智者就是依照理性指導而生活的人，因而不為煩憂痛苦所困擾。哲学家卢克莱修著作的《论物性》是流传至今唯一阐述古代原子论的著作；五賢帝之一的奧理略，留下沉思錄名著。
公元3世紀以後的新柏拉圖主義成為具影響力的學派，有取代斯多亞學派之趨勢。該學派的創立者為普洛提納斯。他鼓吹苦行禁慾和內省思考；在宇宙本體的看法上，結合柏拉圖、亞里士多德和畢達哥拉斯學派的學說，其主旨為太一或上帝發投出心靈和世界靈魂，然後到達認知的世界。新柏拉圖主義對早期基督教神學發生了深遠影響。

### 宗教
義大利原有本土宗教，相信在自然物體內有一些精靈或神明控制人類的命運，如森林之神、花神、灶神、門神等等。前三世紀開始受到古希臘宗教影響，便開始信仰希臘人所信仰的神祇。共和後期和帝國時期，來自中東和小亞細亞的信仰，如埃及的生育及繁殖女神伊西絲，小亞細亞的大母神，以及一些其他的神秘宗教，也得到古羅馬人的信仰。
帝國時期，基督教開始發展，教義倡導平等博愛、相互扶持，吸引大批社會底層的人民和奴隸信仰。由於拒絕接納羅馬信奉的諸神明、不願將羅馬在世的皇帝視為神明，故受羅馬政府的打壓與迫害。隨著羅馬帝國國勢走下坡，內部與外部危機的出現，不少上流社會的貴族亦改信為基督徒。公元313年，君士坦丁頒布的米蘭敕令，基督教得到合法地位。狄奧多西一世在392年頒下詔令，獨尊基督教為羅馬帝國的國教。

### 科學
古羅馬科學是總結過往累積的經驗和吸引地中海各民族科學成就的基礎上發展而成，在農學、天文學、地理學及醫學、工程技術有較大的成就。與古希臘人比較起來，羅馬人在科學方面的研究有兩個明顯的特色。第一，羅馬人注重實際，而不看重抽象的理論框架的構造。第二，雖然羅馬人在自然科學方面，無重大創新，由於他們征服地中海沿岸廣大地區，接觸到許多文明古國創造的優秀成果，故此在對人的科學成就進行總結有所貢獻。

### 藝術
古羅馬藝術大多承襲希臘與伊特拉斯坎，羅馬人崇拜希臘藝術，所以大量引用希臘藝術形式，也因此而缺乏獨創性，不過羅馬人與希臘人重理想，在藝術創作中喜歡運用抽象、概括的理念不同，羅馬人更現實、講究實際，更喜歡具體、實在的物體，儘管古羅馬十分重視發展希臘藝術，不過也保留自己的藝術特點，以建築和雕刻最具代表性。雄偉壯觀的公共建築，如萬神殿、羅馬競技場、君士坦丁堡、凱旋門，展現了帝國的氣魄。雕刻強調真實、自然，則表現羅馬人務實的性格。

## 社會
古羅馬人與古代世界的許多民族一樣為父系社會，重視家庭生活，結婚的兒子及其家庭和奴隸常住在一起，為一種大家庭。父親或家長有很高的權威，也是家庭祭祀的主持人。一般人居住的房子是四邊的房間即前庭，後來在四邊加蓋其他房間，它就變成客廳。城市中有一層的房屋或多層的公寓，鄉間則有豪華的別墅。飲食方面，羅馬人吃三餐，但除了晚餐外，都很簡單。至於衣著，常穿寬的外袍，其款式和顏色隨著身分與財富的變化而有所改變。
古羅馬人喜歡競技和賽馬。賽馬常在一種長圓形的競技場進行，大賽場有時可以容納30萬名觀眾，而大競技場也很壯觀。此類活動充斥血腥與暴力，而一般窮人在政府供應的節目中樂此不疲，以致詩人朱維納感嘆他們只知麵包和競賽。
雖然相對於希臘女性享有更多自由，婦女在羅馬社會中地位並不高。在家庭上，婦女為丈夫的所有物，丈夫可以任意支配、懲罰甚至殺死；在法律上，羅馬法並不承認婦女有訂定契約、處分財產和繼承的權利。不過，上層社會的婦女享有較多的自由，擁有支配財產和婚姻的權力。

### 引用
1. ↑  王鑫. . . 2010: 10–11.
2. 1 2  王鑫. . . 2010: 18–20.
3. ↑  王鑫. . . 2010: 24–26.
4. ↑  王鑫. . . 2010: 29–32.
5. ↑  王鑫. . . 2010: 32–34.
6. ↑  王鑫. . . 2010: 35–36.
7. ↑  王鑫. . . 2010: 37–40.
8. ↑  王曾才. . . 2006: 148–150.
9. 1 2 3  王曾才. . . 2006: 150–154.
10. ↑  王曾才. . . 2006: 154–156.
11. 1 2  王曾才. . . 2006: 156–160.
12. 1 2 3  王曾才. . . 2006: 160–161.
13. ↑  王鑫. . . 2010: 65.
14. ↑  王鑫. . . 2010: 65–68.
15. ↑  王鑫. . . 2010: 68–69.
16. ↑  王鑫. . . 2010: 69–74.
17. ↑  王鑫. . . 2010: 75–76.
18. 1 2  王鑫. . . 2010: 78–81.
19. ↑  王鑫. . . 2010: 82–83.
20. ↑  王鑫. . . 2010: 83–86.
21. 1 2  王鑫. . . 2010: 86–87.
22. ↑  馮作民. . . 1979: 770–781.
23. ↑  馮作民. . . 1979: 771–772.
24. 1 2 3 4 5 6 7  王鑫. . . 2010: 129–132.
25. ↑  王曾才. . . 2006: 172–174.
26. 1 2  王曾才. . . 2006: 174–177.
27. ↑  王曾才. . . 2006: 171–172.
28. ↑  王鑫. . . 2010: 296–297.
29. ↑  王鑫. . . 2010: 251.
30. ↑  王鑫. . . 2010: 235.
31. 1 2 3  王曾才. . . 2006: 182–184.